# تپه آونتین
تپه آونتین (به زبان لاتین: Collis Aventinus)، به زبان ایتالیایی: Aventino (اَونتینو) نام یکی از هفت تپه رم است که روم باستان بر آن بنا شده بود. این تپه در اساطیر روم جایگاه ویژه ای دارد. در افسانهٔ ویرژیل غاری نزدیک رود در این تپه قرار دارد که خانهٔ هیولایی به نام کاکوس است این هیولا بعدها توسط هرکول کشته می‌شود.
در افسانهٔ بنا نهادن شهر رُم، پدر دوقلوهای افسانه ای این منطقه، رموس و رمولوس، مسابقه ای میان فرزندانش می‌گذارد که چه کسی می‌تواند حق بنا نهادن یک شهر تازه را داشته باشد؛ رمولوس، شگون خود را بر تپه آونتین و رموس شگون خود را بر پالاسیوم می‌نهد.
این تپه در جنوب هفت تپه رم قرار دارد.